# Camptoprosopella plumata
Camptoprosopella plumata är en tvåvingeart som först beskrevs av Wulp 1867.  Camptoprosopella plumata ingår i släktet Camptoprosopella och familjen lövflugor.
Artens utbredningsområde är Wisconsin. Inga underarter finns listade i Catalogue of Life.